# (72546) 2001 ES
(72546) 2001 ES – planetoida z pasa głównego asteroid okrążająca Słońce w ciągu 3,43 lat w średniej odległości 2,28 j.a. Odkryta 4 marca 2001 roku.